# 張焰
張焰（ちょう えん、1963年11月18日 - ）は、四川省内江市出身。中国の油絵画家、ドキュメンタリー監督、概芸ネットの創始者。 

彼の油絵作品『鉄棒ラマ』（1993年）と『腕の曲げたところ』（2013年）はバチカン美術館の永久収蔵品となった。これは、バチカン美術館に永久収蔵された初めの存命の画家の作品 

## 生涯についての紹介
1963年、中国四川省内江市出身。12歳に中国画を勉強し初めて、17歳に西洋絵画を勉強し始めた。1992年～2002年の10年間に、主にドキュメンタリーの監督を担当していた。 
1992年、チベットテレビ局の特集部門で監督を担当していた。チベットで働いていた間に、彼はチベット族の文化と歴史を研究するのに取り組んでおり、油絵作品『鉄棒ラマ』（1993年）と『神舞』（1995年）を創作した。   
1997年、北京に帰り、中国中央テレビ局のニュースコメント部門に加入し、「東方時空・東方の子」番組の責任者を担当し、72時間の香港復帰番組の制作に参加した。翌年、彼の2つのドキュメンタリーはハンガリー国際テレビ祭に参加した。 
2001年、中国中央テレビ局の社会教育中心文化特集部門に働き、「探索・発見」番組で監督を担当し、ドキュメンタリー「中国火車」を制作した。  
2002年、中国中央テレビ局とナショナルジオグラフィックと連携放送した「古代文明と新発見－エジプトのピラミッドへの考古行動」番組で監督を担当した。 
2005年、中国人民抗日戦争ならびに世界反ファシズム戦争勝利60周年を記念するために、彼は中国中央テレビ局の「走遍中国（中国を歩く）」番組の記者として、中国侵略日本軍南京大虐殺遭難同胞紀念館にわざわざ来て、特集映像の「中国侵略日本軍南京大虐殺遭難同胞紀念館」を制作した。 

## 受賞歴
画家として、彼の油絵作品『鉄棒ラマ』（1993年）と『腕の曲げたところ』（2013年）は2017年5月にローマ教皇様に寄付してバチカン美術館の永久収蔵品となった。また、彼の木炭画『雪聖』（2017年）はローマ教皇様のサインを付けて収蔵され、その居間に掛かっている。     
2017年10月、張焰は『雪聖』（2017年）を世界で最も豊富な写本収蔵を持つバチカン図書館に寄付した。これは世界で僅か２つだけある『雪聖』の1つだ。張焰は東洋文明と西方文明の間の平等かつ深刻な文化交流を始めた。 
2018年、中国現代芸術ランキングの18位になった。 
2019年、彼の作品『祷り』（2016年）は米国ニュージャージー州のトランプ国家ゴルフクラブで展示された。